# مذبحة قوانغتشو
مذبحة قوانغتشو كانت مذبحة سكان المدينة الساحلية المزدهرة قوانغتشو في 878-879من قبل الجيش المتمردين بقيادة هوانغ تشاو الذي كان يحاول الإطاحة سلالة تانغ . شمل الضحايا عشرات الآلاف من التجار الأجانب، معظمهم من العرب والفرس.
.

## خلفية
وقعت مذبحة يانغتشو في وقت سابق (760)حيث ذبح المتمردون الصينيون في عهد تيان شينجونج المجتمع التجاري العربي الفارسي الثري.
بينما كانت قوات هوانغ تجوب الصين من الشمال إلى الجنوب، وصلت إلى أبواب قوانغتشو في عام 878. اقتحمت قواته مدينة قوانغتشو، وأرهبت المدينة واستهدفت السكان الأجانب، الذين كانوا قد أصبحوا أثرياء على مر السنين. استفادت قوات هوانغ تشاو المتمردة من المشاعر الشعبية بأن تدهور ثروات تانغ وحياتهم الخاصة كان بسبب وجود الأجانب الجشعين. كانت الانتقام وحشيًا، حيث بلغ عدد القتلى في ما أصبح يعرف باسم «مذبحة قوانغتشو» ما يقرب من 200,000 إصابة، وفقا لمصادر عربية

## المذبحة
وفقًا للروايات القليلة الباقية عن هذه الفترة من سلالة تانغ في جنوب الصين، تم ذبح ما يقرب من 200,000 من التجار الفرس والعرب المسلمين والزرادشتين الذين يعيشون في الصين على يد قوات هوانغ تشاو.
وفقا للكاتب العربي أبو زيد حسن السيرافي ، بعد الاستيلاء على المدينة، قتلت قوات هوانغ تشاو اليهود والعرب المسلمين والفرس المسلمين والزرادشتيين والمسيحيين. التاريخ والمدة الدقيقة للمذبحة غير معروفة، حيث احتلت قوات تشاو قوانغتشو لفترة طويلة، في 878-879
 · 